# معرض الفرس بباريس
معرض الفرس بباريس (بالفرنسية: Salon du Cheval de Paris) هو حدث ترفيهي سنوي مخصص للخيول والحمير وركوب الخيل يقام بالعاصمة الفرنسية باريس. تم إنشاؤه في عام 1972، في الباستيل، بناءً على فكرة من قبل فيليب كارت تانور، وتم تنظيمه لفترة طويلة في مركز بوابة فرساي، وقد تم نقله منذ عام 2010 إلى مركز المعارض فيلبينت شمال باريس.
تقدم مبيعات المعدات للخيول والفرسان، ويتميز المعرض بحضور فرقة اسياد لونجين للقفز على الحواجز (وهي فرقة عالمية تضم نخبة الفرسان في العالم)، كما يتميز المعرض بالعديد من الأحداث الدولية، أنشطة في مجال الترفيه، العروض والمسابقات، معارض للأطفال، وبالطبع يمكن رؤية العديد من الخيول في الموقع. يرحب العرض باللاعبين من عالم الفروسية، تجار المعدات من العديد من البلدان، والمربين، ومدارس ركوب الخيل، وشركات الترفيه، ومنظمات التدريب، وسياحة الفروسية، ومؤسسات مثل الحرس الجمهوري، ومزارع الخيول الوطنية، وفرقة الفروسية في شرطة باريس والاتحاد الفرنسي لركوب الخيل. يتم تنظيم العديد من مظاهرات الفروسية وكذلك المؤتمرات.

## النسخة الحالية
لازالت الجماهير المحبة لعروض الخيل تترقب الإعلان عن النسخة الثامنة والاربعون من معرض الفرس بباريس بعد ايقافه لسنوات 2020 و2021 بسبب القيود التي فرضتها جائحة كورونا.

## النسخ السابقة

### 2019
اقيمت في الفترة من 4 إلى 8 ديسمبر 2019، وهي النسخة 47 من المعرض.

### 2018
اقيمت من 24 نونبر إلى 2 دجنبر/كانون الاول وشهدت أكثر من 140 الف زائر ومشاركة 2500 حصان و250 فارس.

### 2017
اقيمت من 25 نونبر إلى 3 دجنبر

### 2016
اقيمت هذه النسخة من 26 نونبر إلى 4 دجنبر 2016.

### 2015
أقيمت الدورة الرابعة والأربعون من معرض الفرس بباريس من 28 نوفمبر إلى 6 ديسمبر 2015 في مركز المعارض فيلبريت شمال باريس. تتميز هذه النسخة بحضور منخفض، نتيجة لـهجمات 13 نوفمبر التي وقعت في منطقة باريس، حيث بلغ عدد زوار هذه النسخة 144,300 زائر فقط، مما يضع معرض باريس للخيل في المركز الثاني بعد معرض اكويتا بليون من حيث الحضور في هذه النسخة، وقد نجح معرض ليون في جذب أكثر من 157,000 زائر في خمسة أيام.

### 2014
أقيمت النسخة 43  من معرض الفرس بباريس من 29 نوفمبر إلى7 ديسمبر 2014 في مركز المعارض. خلال هذه الدورة، كان الحضور في المعرض قد بلغ 186.406 زائر.

### 2013
أقيمت النسخة الثانية والأربعون من معرض الفرس بباريس من 30 نوفمبر إلى 8 ديسمبر 2013 في مركز المعارض.

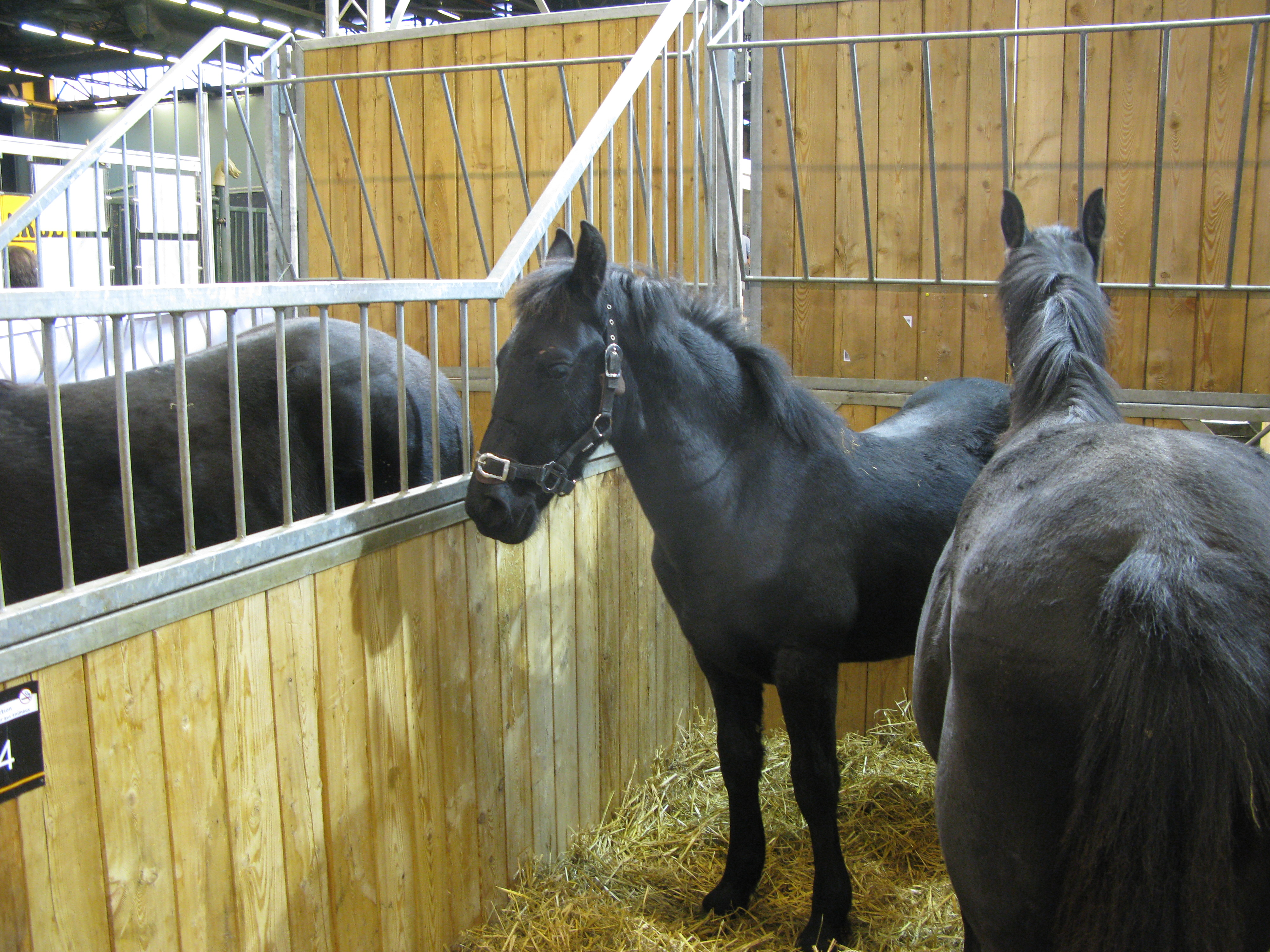
الحصان العربي في النسخة 41 من معرض باريس للفرس

### 2012
أقيمت الدورة 41  من معرض الفرس بباريس من 1 إلى 9 دجنبر في مركز المعارض.

### 2011
أقيمت الدورة الأربعون  من معرض الفرس بباريس في الفترة من 3 إلى 11 ديسمبر 2011 في مركز المعارض.

### 2010
أقيمت النسخة التاسعة والثلاثون من   معرض الفرس بباريس من 4 إلى 12 ديسمبر 2010 في مركز المعارض.

### 2009
أقيمت النسخة الثامنة والثلاثون من معرض الفرس بباريس من 5 إلى 14 ديسمبر 2009 في مركز المعارض.

### 2008
أقيمت النسخة السابعة والثلاثون من معرض الفرس بباريس من 6 إلى 14 ديسمبر 2008.

### 2007
أقيمت النسخة السادسة والثلاثون من معرض الفرس بباريس من 1 إلى 9 دجنبر في مركز المعارض في باريس، وتميزت بحضور 170 ألف زائر.

## وصلات خارجية
- الموقع الرسمي للمعرض (يخضع للصيانة حاليا)
- الموقع الرسمي لوزارة الثقافة الفرنسية